# Tegenaria schmalfussi
Tegenaria schmalfussi är en spindelart som beskrevs av Brignoli 1976. Tegenaria schmalfussi ingår i släktet husspindlar, och familjen trattspindlar. Inga underarter finns listade i Catalogue of Life.